# Península de Bomberai
La península de Bomberai (en indonesio: Semenanjung Bomberai) es una península situada en la provincia indonesia de Papúa Occidental, en el oeste de la isla de Nueva Guinea. Se encuentra justo al sureste de la península de Doberai, de la que la separa la bahía de Bintuni. En el lado opuesto, la delimita la bahía de Kamrau o Kamberau.

## Geografía
Es una península ancha que se abre al mar de Ceram formando una amplía bahía, la bahía de Sebakor, delimitada por dos pequeñas penínsulas:
- al noroeste, la península de Onin o Fakfak, del nombre de la ciudad de Fakfak, principal población y puerto de la región. La recorre una cadena montañosa de mediana altitud que culmina a 1619 m. Debido a las facilidades ofertas por el núcleo urbano de Fakfak, esta parte de la península de Bomberai es la más visitada.
- al sureste, la península formada por los montes Kumafa, cuya costa sur es bañada por el mar de Arafura. Es una región poco explorada y casi desconocida.

Toda la península es cubierta por una densa selva húmeda de tipo tropical, y la mayor parte de la península consiste en una llanura pantanosa.
Varias islas se encuentran a relativamente poca distancia de la costa de la península de Bomberai. Frente a su extremo noroeste, el estrecho de Berau la separa de la isla Sabuda, que pertenece a la provincia indonesia de Molucas. Frente a su punta sureste, está la isla Adi, y a lo largo de la bahía de Sebakor están las islas Karas y Semai.

## Historia
El primer avistamiento por europeos de esta zona fue en 1606, en la expedición española mandada por Luis Váez de Torres.

## Población y lenguas
La regencia de Fakfak ocupa la casi totalidad de la península de Bomberai, y sus pueblos se concentran en la costa. La población indígena papuana se reparte también en pequeños asentamientos diseminados por las selvas interiores.
Al igual que en toda la isla de Nueva Guinea, el aislamiento de los habitantes de la península de Bomberai ha fomentado la supervivencia de numerosas lenguas papúes locales. Las lenguas autóctonas predominantes son el buruwai y el kamberau, unas lenguas trans-neoguineanas, de las que derivan varios dialectos: Asienara, Sebakor, Karufa, Madidwana. Por los contactos tradicionales de proximidad con las islas de la provincia de Molucas, parte de la población asentada en los pueblos costeros habla también el malayo-polinesio centro-oriental nuclear.